# Ante Župan
Ante Župan (Drvar, 14. travnja 1912. – Zagreb, 26. rujna 1983.), hrvatski intarzist i arhitekt.
1936. godine završava Školu primijenjene umjetnosti u Zagrebu, odjel za unutarnju arhitekturu. Od 1947. postaje glavni arhitekt Zagrebačkog velesajma. 
Radio je intarzije s figuralnim prizorima intimnoga formata i tematike te velike alegorijske kompozicije kao dekoracije javnih prostora i brodova. Tonskim komponiranjem raznobojnih vrsta drva ostvario je djela velike izražajnosti. Njegova djela se nalaze u javnim i privatnim zbirkama u zemlji i inozemstvu. 

## Intarzije
- Barokni stolić, mozaik (1933.)
- Ormarić za likere, luka Bakar (1936.)
- Grozd na listu, mozaik (1940.)
- Kamenita vrata (1945.)
- Alegorija znanosti i umjetnosti (1946.)
- Vjeverice (1956.)
- Doručak (1962.)
- Kompozitor (1962.)
- Suncokret (1967.)
- Trulli, Italija (1968.)
- Mjesečina (1969.)
- Jedrilice (1969.)
- Zimsko sunčanje ptica zimnica (1970.)
- Autoportret, majstor intarzija (1970.)
- Ribe (1971.)
- Kompozicija, morski konjići (1972.)
- Obitelj (1973.)
- Lov (1975.)
- Dubrovnik (1977.)
- Refleksi života i smrti (1978.)
- Peta ofenziva partizanski marš, karton Đure Tiljka (1975.)

## Izložbe
- 1933. - Jubilarna zanatska izložba u Zagrebu
- 1937. - Exposition internationale des arts et das techniques, Pariz (nagrađen zlatnom medaljom)
- 1946. - Jugoslavenski sajam, Prag
- 1948. - Nacionalna izložba, Ottawa, Kanada
- 1950. - Izložba primijenjene umjetnosti, Zagreb
- 1950. - Srednjovjekovna izložba naroda Jugoslavije, Pariz
- 1951. - Izložba intarzija na Fakultetu za arhitekturu, Graz
- 1954. - I. Retrospektivna izložba intarzija arh. Ante Župana, Muzej za umjetnost i obrt, Zagreb
- 1955. - I. Zagrebački trienale
- 1958. - Izložba intarzija u Österreichrisches Bauzentrum, Palais Liechtenstein, Beč
- 1962. - I. Jugoslovanska razstava Gozd in les v likovni umetnosti, Slovenj Gradec (treća nagrada)
- 1962. - II. Retrospektivna izložba intarzija arh. Ante Župana, galerija Likum, Zagreb
- 1962. - III. Retrospektivna izložba intarzija arh. Ante Župana, Muzej primenjene umetnosti, Beograd
- 1965. - IV. Retrospektivna izložba intarzija arh. Ante Župana, galerija Burdeke, Zurich
- 1965. - Izložba intarzija arh. Ante Župana na kružnom putovanju po Bliskom istoku s brodom Istra
- 1966. - Zagrebački salon, izložba u Muzeju za umjetnost i obrt
- 1968. / 1969. - Izložbe u Moskvi, Rigi, Tallinnu, Lenjingradu i Tbilisiju
- 1969. - V. Retrospektivna izložba u salonima Zagrebačkoga velesajma
- 1969. - VI. Retrospektivna izložba u galeriji Likum, Zagreb i 40. godišnjica umjetničkog rada u polju intarzije u Hrvatskoj
- 1975. - VII. Retrospektivna izložba intarzija arh. Ante Župana, galerija Likum, Zagreb
- 1978. - VIII. Retrospektivna izložba intarzija arh. Ante Župana, galerija Likum, Zagreb

## Vanjske poveznice
- Ante Župan Hrvatska enciklopedija